# LOL (álbum de GFriend)
LOL es el primer álbum de estudio del grupo femenino de Corea del Sur GFriend. Fue lanzado por Source Music el 11 de julio de 2016 y distribuido por LOEN Entertainment. El álbum contiene doce canciones, incluido el sencillo «Navillera» y dos pistas instrumentales. Tiene un estilo musical retro con una amplia gama de géneros, que incluyen dance pop, rock, reggae, R&B y house, entre otros.

## Antecedentes y lanzamiento
LOL es el primer álbum de estudio de GFriend, que fue lanzado dieciocho meses después de su debut. Sigue a sus tres exitosos EPs que componen su trilogía de "serie escolar". Fue lanzado a la medianoche del 11 de julio de 2016, en dos versiones: "Laughing Out Loud" y "Lots of Love". Ese mismo día, GFriend realizó dos presentaciones en Seúl, donde interpretaron canciones del álbum.

## Composición y letras
El álbum tiene un estilo musical retro, con una gama más diversa de géneros en comparación con los lanzamientos anteriores de GFriend, para atraer a una audiencia más amplia. El título es un acrónimo de las frases "Laughing out loud" y "Lots of Love", que representa el concepto dual de canciones «juguetonas y burbujeantes» y «femeninas y elegantes».
«Navillera» es una canción de pop rock con un solo de guitarra, escrita por Iggy y Seo Yong-bae, quienes escribieron los tres sencillos anteriores del grupo. «Navillera» (나빌레라) es una referencia al poema de Cho Chi-hun "The Nun's Dance" (승무), y es una frase utilizada para describir una acción de aleteo similar al movimiento de una mariposa. La letra de la canción describe el sentimiento de una chica de querer volar como una mariposa para estar con la persona que ama.
«Distance» es el primer intento del grupo en el reggae y presenta piano, guitarra y armónica. «Water Flower» es una canción de rock con sonidos de batería y efectos de distorsión de guitarra, y «Mermaid» es una balada pop escrita por el grupo Mio de Source Music, inspirada en el cuento de hadas La sirenita. «Sunshine» es una canción de R&B con ritmo electrónico y armonía de piano acústico, mientras que «Compass» pertenece al género de la música house. «Click» es una canción pop de medio tempo producida por Hyuk Shin y tiene el estilo de la música pop estadounidense de la década de 1990. «Gone with the Wind» es la primera canción del grupo perteneciente al género dubstep.

## Promoción
La presentación para los medios se llevó a cabo en el Yes24 Live Hall en Gwangjin-gu, y la presentación para los fanáticos se transmitió en vivo a través de la aplicación V Live de Naver. Luego, el grupo promocionó el álbum en programas musicales, comenzando con The Show de SBS MTV el 12 de julio, donde interpretaron «Navillera» y «Gone with the Wind». En la segunda semana de promoción, GFriend ganó los cinco premios de programas de música de Corea del Sur, en The Show, Show Champion, M! Countdown, Music Bank e Inkigayo. Ganaron un total de 14 premios de programas musicales, incluidas triples coronas (tres victorias consecutivas) en The Show, M! Countdown e Inkigayo.
Promocionaron el álbum con la gira de exhibición The LOL Asia Showcase, que comenzó el 10 de julio de 2016 en el Yes24 Live Hall, Seúl, Corea del Sur, y que finalizó en el Centro Internacional de Convenciones de Taipéi, Taiwán, el 1 de octubre de 2016.

## Recepción

### Comentarios de la crítica
Miriam Steglich del Korea JoongAng Daily describió el álbum como «expresar el corazón y el sentimiento de una niña», con canciones que van desde «brillantes y enérgicas» hasta «tranquilas y relajantes». Dijo que la diversidad de géneros y la instrumentación única eran impresionantes, e identificó a «Navillera» como la pista destacada del álbum. Sin embargo, lamentó que no fue «una gran diferencia con respecto al último trabajo, dejando espacio para mejorar y expectativas para su próxima producción».

### Recibimiento comercial
El álbum fue un éxito comercial en Corea del Sur. Fue el cuarto lanzamiento físico más vendido durante el mes de julio de 2016, vendiendo 40.680 unidades. Entró en la lista Gaon Album Chart en el número 3, mientras que «Navillera» encabezó la lista Gaon Digital Chart. «LOL», «Mermaid» y «Gone with the Wind» también figuraron en el top 100, en los números 80, 83 y 87, respectivamente. En los Estados Unidos, LOL se ubicó en el número siete en la lista Billboard World Albums, mientras que «Navillera» fue el número 12 en la lista World Digital Song Sales.

## Lista de canciones
| CD    |                                    |                                                         |                                           |                                           |          |  |
| N.º   | Título                             | Letras                                                  | Música                                    | Arreglos                                  | Duración |  |
| 1.    | «Intro» (Instrumental)             |                                                         | Jo In-ho, Kim Woong                       | Jo In-ho, Kim Woong                       | 1:06     |  |
| 2.    | «Fall in Love (물들어요)»          | Hong Beom-gyu, Jo, Kim Woong                            | Hong Beom-gyu, Jo, Kim Woong              | Hong Beom-gyu, Jo, Kim Woong              | 3:18     |  |
| 3.    | «Navillera (너 그리고 나)»         | Iggy, Seo Yong-bae                                      | Iggy, Seo Yong-bae                        | Iggy, Seo Yong-bae                        | 3:14     |  |
| 4.    | «LOL»                              | Kim Eana                                                | Master Key, Phat Music, Score             | Master Key, Phat Music, Score             | 3:30     |  |
| 5.    | «Distance (한 뼘)»                 | Iggy, Seo Yong-bae                                      | Iggy, Seo Yong-bae                        | Iggy, Seo Yong-bae                        | 3:37     |  |
| 6.    | «Water Flower (물꽃놀이)»          | Hong, Kim Woong, Iggy                                   | Hong, Kim Woong, Iggy                     | Hong, Kim Woong                           | 3:41     |  |
| 7.    | «Mermaid»                          | Mio                                                     | Mio                                       | Mio                                       | 3:27     |  |
| 8.    | «Sunshine (나의 일기장)»           | E.ONE                                                   | E.ONE                                     | E.ONE                                     | 3:31     |  |
| 9.    | «Compass (나침반)»                 | Kim Jung-yoon (ZigZag Note), Oh Ji-hoon, Choi Hyun-joon | Kim Jung-yoon, Oh Ji-hoon, Choi Hyun-joon | Kim Jung-yoon, Oh Ji-hoon, Choi Hyun-joon | 3:30     |  |
| 10.   | «Click (찰칵)»                     | Mafly, Hyuk Shin                                        | MRey, DK                                  | Hyuk Shin, MRey                           | 3:18     |  |
| 11.   | «Gone with the Wind (바람에 날려)» | E.ONE                                                   | E.ONE                                     | E.ONE                                     | 3:50     |  |
| 12.   | «Navillera» (Instrumental)         |                                                         | Iggy, Seo Yong-bae                        | Iggy, Seo Yong-bae                        | 3:14     |  |
| 39:16 |                                    |                                                         |                                           |                                           |          |  |

## Reconocimientos

### Premios y nominaciones
| Año  | Evento             | Premio        | Resultado | Ref.   |
| ---- | ------------------ | ------------- | --------- | ------ |
| 2017 | Golden Disc Awards | Disco Bonsang | Nominado  | [ 20 ] |
| 2017 | Soompi Awards      | Álbum del año | Nominado  | [ 21 ] |

## Posicionamiento en listas
| Lista (2016)                            | Mejor posición |
| --------------------------------------- | -------------- |
| Corea del Sur (Gaon Album Chart)        | 3              |
| Estados Unidos (Billboard World Albums) | 7              |

| Lista (2016)                     | Mejor posición |
| -------------------------------- | -------------- |
| Corea del Sur (Gaon Album Chart) | 45             |

## Historial de lanzamiento
| País          | Fecha               | Formato                         | Sello                                                      |
| ------------- | ------------------- | ------------------------------- | ---------------------------------------------------------- |
| Corea del Sur | 11 de julio de 2016 | CD, Descarga digital, streaming | Source Music, LOEN Entertainment, Sony Music Entertainment |